# Pressione del sangue

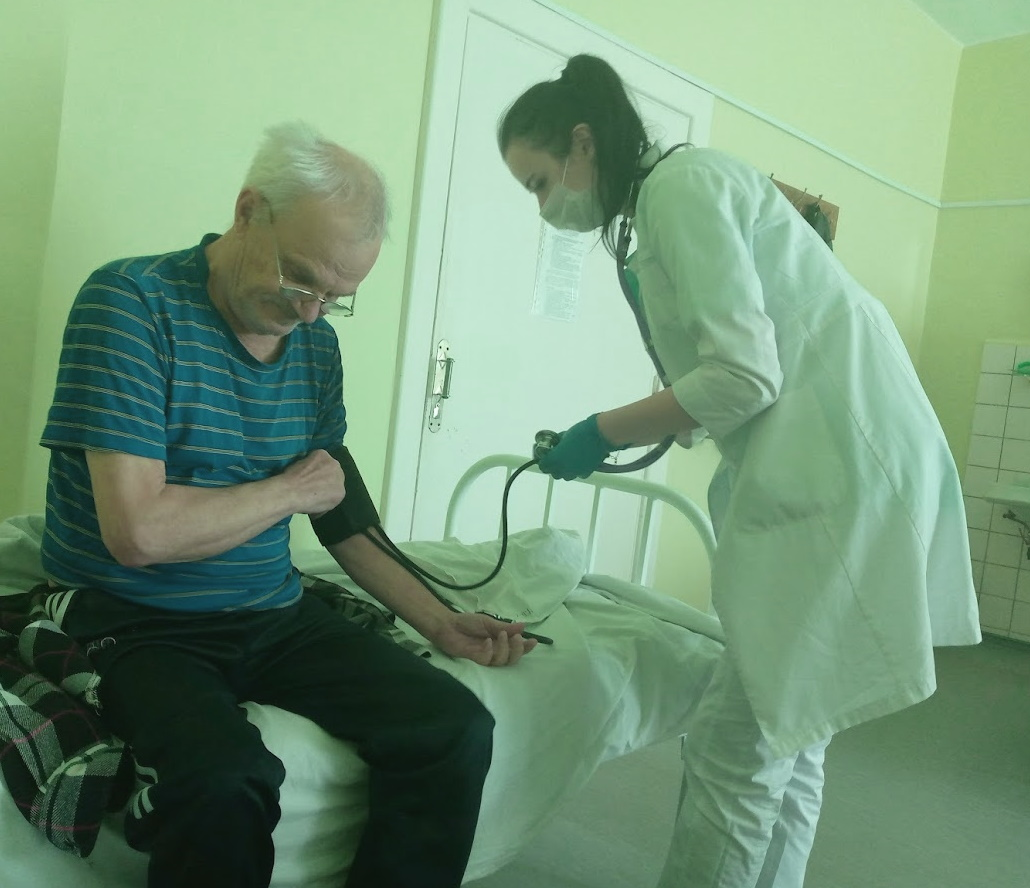
Misura della pressione del sangue

Viene convenzionalmente chiamata pressione del sangue la differenza tra la pressione esercitata dal sangue arterioso sulle pareti dei vasi (forza per unità di area in direzione perpendicolare alle pareti) e la pressione atmosferica. È la pressione indicata dagli appositi strumenti medici di misura (sfigmomanometri). Se, per esempio, la pressione atmosferica è 760 mmHg (= 1 atmosfera, poco più di un kilogrammo peso a centimetro quadrato) e lo sfigmomanometro segna 120, il sangue esercita sulle pareti dei vasi una pressione di 880 mmHg (120+760) 1,16 atm. Varia a seconda dei vari distretti vascolari.
A livello arterioso sistemico si misura quella che più comunemente, ma erroneamente, è conosciuta come "pressione sanguigna": questa diminuisce leggermente dal cuore verso le arteriole, a livello delle quali è ancora possibile valutare la pulsazione. Da queste all'atrio destro del cuore la pressione cade velocemente fin quasi allo zero. Il sangue ritorna al cuore grazie alla pompa muscolare e alla pompa toracica: durante l'inspirazione, infatti, viene a svilupparsi nel torace una pressione negativa che facilita l'aspirazione di sangue da parte dell'atrio destro.
Nella circolazione polmonare il meccanismo è simile ma a resistenze e pressioni minori. I valori normali di pressione son stati definiti sulla base dei valori compresi tra due deviazioni standard relative alla media delle pressioni rilevate in una popolazione numericamente consistente. I valori variano in base all'età, al sesso e al gruppo sociorazziale dell'individuo.

## Pressione arteriosa sistemica
Generalmente si vuole intendere con pressione del sangue o "pressione arteriosa" la sola pressione arteriosa sistemica, misurata a livello cardiaco. A tale livello la pressione normale oscilla in base al ciclo cardiaco tra due valori conosciuti come "massima" e "minima", che corrispondono rispettivamente alle fasi di sistole e diastole cardiache. La pressione arteriosa sistemica sistolica si situa tra 100-140 mmHg e la diastolica tra 60-90 mmHg. La pressione aumenta rapidamente nei primi giorni dopo la nascita per poi crescere più lentamente per tutta la vita, con incremento leggermente maggiore per la sistolica rispetto alla diastolica. Una pressione eccessiva è detta ipertensione arteriosa.
Per mere questioni di fisica, la misurazione a livello del braccio corrisponde al valore cardiaco. Una differenza tra le due braccia è sintomo di patologia (furto della succlavia, per esempio). Al di là del livello cardiaco, la pressione arteriosa sistemica varia naturalmente in base al punto in cui viene misurata, in base quindi anche alla postura, nonché allo stato di attività del soggetto, sia essa muscolare, gastroenterica o anche cerebrale; varia in base a stimoli emotivi o dolorosi, alla temperatura, all'uso di sostanze vaso- o psicoattive (caffè, per esempio).
La differenza tra massima e minima è detta pressione di pulsazione che aumenta all'aumentare della distanza dal cuore: la sistolica, cioè, aumenta, mentre la diastolica diminuisce.
La pressione media si calcola come {\displaystyle P_{Media}={\frac {P_{Sis}+2P_{Dia}}{3}}=P_{Dia}+{\frac {Diff}{3}}}, dove {\displaystyle Diff=P_{Sis}-P_{Dia}}.

## Pressione vasale distale
Fin quasi ai capillari è possibile osservare un'onda pressoria simile a quella arteriosa: è a livello arteriolare che si ha la caduta pressoria maggiore, con un salto di quasi 30 mmHg. A livello venulare la pressione si trova al di sotto dei 20 mmHg ed è inferiore a 10 mmHg a livello venoso.
Dai capillari in poi non vi è flusso pulsatile, cioè non c'è alcun disegno d'onda particolare.

## Pressione venosa centrale
La pressione venosa a livello centrale, cioè cardiaco, risente del ciclo cardiaco nonché del ciclo respiratorio. Durante l'inspirazione la pressione intratoracica diventa negativa. I valori normali di pressione venosa centrale variano quindi da -4 a +8 mmHg.
A livello cavale si misurano 5-10 mmHg.
La pressione venosa centrale può essere osservata a livello giugulare. Il polso venoso, diversamente da quello arterioso, si osserva solo in atrio destro e si può misurare clinicamente in giugulare. Possiede diverse curve, tre positive, a, c, e v, e due negative, x e y.

## Pressione portale
La pressione nel sistema portale si può misurare come pressione di incuneamento attraverso cateterismo delle vene sovraepatiche. La pressione così valutata è una buona approssimazione della pressione a livello portale. La differenza tra pressione di incuneamento e pressione libera, cioè il valore della pressione a livello delle vene sovraepatiche, se supera i 5-7 mmHg indica ipertensione portale, oltre i 12-14 mmHg aumenta il rischio di sanguinamento da parte delle varici esofagee. A livello epatico invece è lecito approssimare la pressione portale a circa 30 mmHg per le arterie principali.

## Pressione polmonare
Il sistema circolatorio polmonare ricalca, in piccolo, le caratteristiche del circolo sistemico. A differenza di questo è a resistenze minori (circa 10 volte in meno) e a pressioni minori: in conseguenza a ciò il flusso rimane uguale a quello del circolo sistemico.
Alla nascita aorta e arteria polmonare hanno le stesse pressioni e risultano nell'ordine di 70/40 mmHg (sistolica/diastolica), con una media di 50 mmHg. Subito dopo la nascita, in seguito alla chiusura del dotto arterioso di Botallo e del foro ovale, e dell'ingresso di ossigeno attraverso i polmoni, la pressione arteriosa polmonare si riduce velocemente alla metà di quella sistemica.
In un adulto i valori normali sono di 15-28 mmHg la sistolica e 5-16 la diastolica, misurate a livello del mare (media 16). In altitudine, sopra i 4000 m, allo stesso flusso polmonare si raggiungono valori pressori di 38 di sistolica e 14 di diastolica (media 25).
I valori venosi polmonari, misurati in atrio sinistro, variano da 5 a 12 mmHg, in base al ciclo cardiaco.

## Misurazione
La rilevazione della pressione arteriosa mediante sfigmomanometro è quella più utilizzata e applicabile pressoché in ogni situazione, compresa l'automisurazione a domicilio. Permette di valutare, con buona approssimazione, la pressione a livello del cuore.
Il cateterismo arterioso, metodo invasivo usato esclusivamente in ambiente ospedaliero in contesti di sala operatoria e terapia intensiva, invece consente di misurare il valore pressorio endovasale, di conseguenza più preciso.
Il monitoraggio dinamico della pressione arteriosa (ABPM, impropriamente detto anche "Holter pressorio") è una metodica diagnostica basata su uno strumento portatile in grado di monitorare la pressione del cuore per 24 o più ore, analogamente all'ECG Holter; ma, a differenza di quest'ultimo, che esegue un monitoraggio continuo, l'holter pressorio esegue una misurazione a intervalli (tipicamente di 15 o 30 minuti). Esso trova applicazione in diverse condizioni cliniche, ad esempio per verificare che l'andamento della pressione arteriosa segua il normale ritmo sonno-veglia e per escludere un'eventuale ipertensione da camice bianco.